# Mseibin
Mseibin (tiếng Ả Rập: مصيبين) là một ngôi làng Syria nằm ở Ariha Nahiyah ở huyện Ariha, Idlib. Theo Cục Thống kê Trung ương Syria (CBS), Mseibin có dân số năm 2021 trong cuộc điều tra dân số năm 2004.